# Comunità Cattolica Shalom
La Comunità Cattolica Shalom (Comunidade Católica Shalom, abbreviata CCSh) è un'Associazione Privata Internazionale di Fedeli della Chiesa cattolica, fondata il 9 luglio 1982 a Fortaleza, Ceará, Brasile, da Moysés Louro de Azevedo Filho. Affiliata al Rinnovamento Carismatico Cattolico, il suo carisma è l'esperienza della "pace" (Shalom), intesa come riconciliazione con Dio, con sé stessi e con gli altri, attraverso l'incontro con Gesù Cristo Risorto, caratterizzata da coraggio creativo, accoglienza e slancio missionario. Riconosciuta dalla Santa Sede nel 2007, è presente in oltre 160 diocesi in più di 40 paesi, con sede nella Diaconia Generale ad Aquiraz, Ceará.

## Storia

### Contesto e fondazione
La Comunità Shalom è nata nel contesto post-Concilio Vaticano II, in un periodo di rinnovamento ecclesiale segnato dal Rinnovamento Carismatico Cattolico e dall'evangelizzazione laica, incoraggiata da Papa Giovanni Paolo II. Durante il X Congresso Eucaristico Nazionale a Fortaleza nel 1980, Moysés Azevedo, allora ventenne, offrì la sua vita per l'evangelizzazione dei giovani a Giovanni Paolo II, con la benedizione dell'arcivescovo Aloísio Lorscheider. Ispirato da questo incontro, Azevedo fondò una tavola calda come centro di evangelizzazione, inaugurata il 9 luglio 1982 durante una celebrazione eucaristica, con la presenza di Lorscheider. Maria Emmir Nogueira, co-fondatrice, si unì nel 1983, contribuendo alla consolidazione iniziale. Gli Escritos (1984, 1986, 2005) e gli Estatutos (2010) definiscono il carisma e la missione della comunità.

### Espansione e riconoscimento
A partire dagli anni '90, la comunità si è espansa in Brasile e a livello internazionale, raggiungendo paesi come Francia, Canada e Italia, per un totale di oltre 160 diocesi in più di 40 paesi entro il 2018. Ha ricevuto l'approvazione arcidiocesana tra il 1996 e il 1998, sotto Cláudio Hummes, e il riconoscimento pontificio nel 2007 come Associazione Privata Internazionale di Fedeli. Durante l'udienza generale del 14 marzo 2007, Papa Benedetto XVI ha salutato la Comunità Shalom di Fortaleza, esprimendo l'auspicio che ravvivasse la sua coscienza missionaria e contribuisse all'unità nella verità e nell'amore. Gli statuti furono approvati nel 2012 da Benedetto XVI. Nel 2017, circa 3.000 membri furono ricevuti da Papa Francesco in Città del Vaticano. Nel 2022, in occasione del 40º anniversario della comunità, i membri hanno rinnovato la loro offerta di vita a Roma davanti a Francesco, riaffermando il loro impegno ecclesiale. Il Festival Halleluya, avviato nel 1997, è diventato un punto di riferimento per l'evangelizzazione giovanile.

## Carisma e spiritualità
Il carisma Shalom si basa sul saluto di Gesù Risorto («La pace sia con voi», Gv 20,19-26), esprimendo la riconciliazione con Dio, con sé stessi e con gli altri, attraverso l'amore sponsale, la contemplazione, l'unità e l'evangelizzazione. È caratterizzato da coraggio creativo, accoglienza e slancio missionario, riflessi in iniziative globali. La spiritualità comprende:
- Contemplazione: Preghiera personale quotidiana (1 ora), studio della Parola di Dio (30 minuti), Eucaristia quotidiana, adorazione del Santissimo Sacramento (settimanale) e riconciliazione mensile.[1]
- Amore sponsale: Ispirato da San Francesco d'Assisi (spogliamento) e Santa Teresa d'Ávila (preghiera contemplativa), è una chiamata ad amare Cristo incondizionatamente.[2][3][14]
- Unità: Riflette la comunione trinitaria, accogliendo celibi, sposati e sacerdoti in fraternità.[1][3]
- Dimensione mariana: La Vergine Maria, come Regina della Pace, è modello di donazione e fiducia.[2][3][15]
- Lode e penitenza: Lode carismatica (preghiera in lingue, canti) e penitenza il venerdì, con enfasi sui tempi liturgici.[1][16]

Santa Teresa di Lisieux, intercessore per i giovani, e San Giuseppe, patrono dell'Opera Shalom, completano i patroni San Francesco e Santa Teresa, come indicato dall'arcivescovo Aloísio Lorscheider. Pratiche come l'effusione dello Spirito Santo e la glossolalia caratterizzano la spiritualità carismatica. Il Tau, indossato al collo, simboleggia l'elezione e il discepolato.

## Missione
La missione Shalom è evangelizzare con audacia, concentrandosi su giovani, famiglie, bambini e poveri, attraverso gruppi di preghiera, centri di evangelizzazione, arti, comunicazione e opere di misericordia, promuovendo l'unità nella verità e nell'amore. Ispirata dalla parresia, forma discepoli-missionari, integrando attività secolari con la santificazione. Il Festival Halleluya, Acamps, seminari e progetti sociali riflettono il suo coraggio creativo e l'accoglienza.

## Struttura e organizzazione
| Fasi       | Definitivi | Definitivi | Promesse Temporanee (T) | Promesse Temporanee (T) | Discepolo (D) | Discepolo (D) | Postulante (P) | Postulante (P) | Vocazioni (V) | Vocazioni (V) | Pecora  | Pecora  |         |         |
| Cordone () |            |            |                         |                         |               |               | Nessuno        | Nessuno        | Nessuno       | Nessuno       | Nessuno | Nessuno | Nessuno | Nessuno |

### Comunità
La comunità si organizza in:
- Comunità di Vita (CV): Circa 1.600 membri vivono in case comunitarie, con voti di povertà, castità e obbedienza.[1][20]
- Comunità di Alleanza (CAl): Circa 11.000 membri integrano il carisma nelle loro vite familiari e professionali, in Cellule Comunitarie.[1][20]

L'Opera Shalom, con circa 20.000 partecipanti, include simpatizzanti di gruppi di preghiera ed eventi. La comunità comprende giovani, famiglie, celibi e sacerdoti, riflettendo la sua diversità.

### Formazione
La formazione avviene in fasi (Postulato, Discepolato, Promesse Temporanee e Definitive), rispettando la libertà e il discernimento vocazionale, come indicato da Papa Francesco. La Comunità di Vita segue una routine ascetica (messa quotidiana, Liturgia delle Ore, silenzio mattutino), mentre la Comunità di Alleanza adatta queste pratiche.

### Governo
La comunità è guidata dal Moderatore Generale, Moysés Azevedo (fase fondazionale), eletto per mandati di cinque anni, con un Consiglio Generale. In ogni diocesi, un Responsabile Locale e un Consiglio Locale amministrano la comunità in comunione con i vescovi.

## Amministrazione
La comunità vive della Provvidenza Divina, con San Giuseppe come patrono. La comunione dei beni è praticata: i membri della Comunità di Alleanza destinano il 10% dei loro redditi all'Opera e contribuiscono a un Fondo di Comunione Comunitaria per i poveri. L'Economo Generale e gli Economi Locali gestiscono le risorse con trasparenza.

## Impatto culturale e sociale
La comunità esercita un'influenza culturale attraverso il Festival Halleluya (dal 1997), che attira folle con musica cattolica ed evangelizzazione giovanile. Le sue composizioni, pubblicate in Cantai a Deus com Alegria, e icone come il "Principe della Pace" esprimono l'amore sponsale. La radio Shalom FM 91.7 (Fortaleza, dal 2019) e una forte presenza digitale (319.000 follower su Instagram, 610.000 su Facebook, 350.000 iscritti su YouTube nel 2022) amplificano il suo messaggio. Progetti sociali nei quartieri poveri e il supporto alle parrocchie riflettono il suo impegno per la misericordia. La comunità promuove vocazioni, conversioni e famiglie, rispondendo al desiderio dei giovani per una fede radicale, come notato nel Sinodo dei Giovani del 2018.

## Analisi sociologica
La Shalom è riconosciuta per il suo forte senso di identità, favorito da processi formativi che integrano i laici in una spiritualità carismatica. La leadership di Moysés Azevedo, legittimata dal suo incontro con Giovanni Paolo II, combina carisma e istituzionalizzazione, sfidando la teoria weberiana. Maria Emmir Nogueira completa questo con formazione e scritti. L'enfasi sul soprannaturale può limitare l'autonomia della coscienza, allontanandosi dalla spiritualità latinoamericana post-Medellín, che dà priorità alla giustizia sociale.

## Sfide contemporanee
Sebbene unificante, la spiritualità carismatica può disconnettersi dalla vita quotidiana, limitando l'impegno per la giustizia sociale e l'ecologia. L'attivismo digitale solleva preoccupazioni sull'autoreferenzialità. Francesco esorta la comunità a rispettare la libertà vocazionale e a rimanere aperta allo Spirito Santo, discernendo il suo futuro nella fase fondazionale.